# Ayourou
Ayorou é uma cidade da região de Tillabéri no oeste de Níger. Está situada 208 km ao norte da capital Niamey.